# Хартли (окръг, Тексас)
Окръг Хартли (на английски: Hartley County) е окръг в щата Тексас, Съединени американски щати. Площта му е 3789 km², а населението - 5537 души (2000). Административен център е град Чанинг.